# متروی کرج

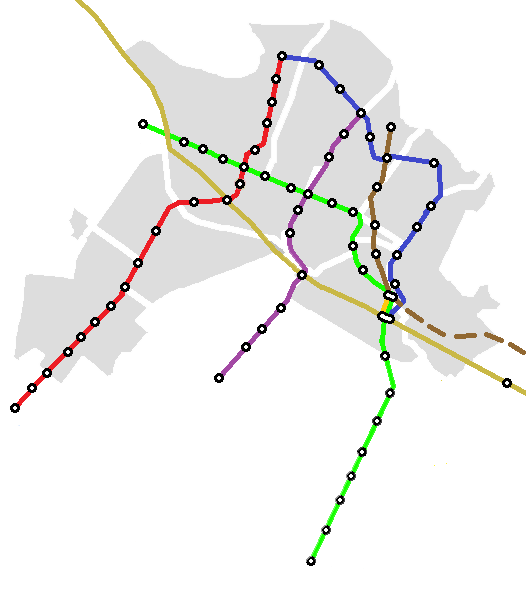
نقشه خط‌های قطار شهری کرج (نقشه توسعه یافته در گالری)

سازمان ترابری ریلی کرج و حومه (مخفف انگلیسی:  KRJ-USRO) به مجموعهٔ گرداننده قطار شهری کرج گفته می‌شود. این سامانه ششمین خط مترو جدا در ایران است و همچنین دومین شهری می‌باشد که دارای خط مترو میان شهری است. همه طول این سامانه در آینده به ۱۲۶٫۵ کیلومتر خواهد رسید.

## پیشینه
سازمان قطار شهری کرج و حومه در تاریخ ۱/۱۰/۱۳۸۰ با ابلاغ بنیادنامه توسط وزیر کشور رسماً کنش‌گری خود را با آماج رفع مشکلات در ادامه احداث راه قطار تندرو کرج–گلشهر و مطالعات گسترده حمل و نقل انبوه ریلی در کرج آغاز نموده‌است.
مطالعات امکان‌سنجی احداث قطار شهری کرج و حومه که با همکاری سازمان مدیریت و برنامه‌ریزی کشور صورت گرفته در ابتدای سه‌ماههٔ اول سال ۸۲ به انجام رسید که کلیات آن در نشست مورخهٔ ۸۲/۳/۲۱ شورای ترافیک استان تأیید گردید و در نشست مورخهٔ ۸۲/۵/۸ کمیتهٔ فنی شورای عالی ترافیک شهرهای کشور، ۲۵ کیلومتر آن به تصویب رسیده و سرانجام این امر در تاریخ ۸۲/۷/۹ به تصویب نهائی شورای عالی ترافیک شهرهای کشور رسید.
بر اساس مطالعات انجام شده معیار ضرورت استفاده از قطار شهری وجود حداقل ۱۰٬۰۰۰ نفر مسافر در جهت غالب در ساعت اوج ترافیک است و در برخی مسیرها این میزان به بیش از ۱۵٬۰۰۰ یا حتی ۳۰٬۰۰۰ نفر مسافر در ساعت اوج خواهد رسید.

## خطوط و ایستگاه‌ها
| رنگ    | نشانه                 | خط                        | مسیر                      | ایستگاه‌هاالف | درازا (کیلومتر) | افتتاح اولیه |
| ------ | --------------------- | ------------------------- | ------------------------- | ------------ | --------------- | ------------ |
| طلایی  |                       | خط ۱                      | گرمدره به شهر جدید مهستان | ۷            | ۴۳              | ۱۳۷۷         |
| سبز    |                       | خط ۲                      | کمالشهر به ملارد          | ۲۴           | ۲۷              | ۱۴۰۱         |
| سبز    | آنتنی احمدآباد مستوفی | منظریه به احمدآباد مستوفی | ۵                         | نامعلوم*     |                 |              |
| آبی    |                       | خط ۳                      | بیمارستان البرز به کرج    | ۱۴           | ۱۴٫۵            |              |
| قرمز   |                       | خط ۴                      | بهارستان به ماهدشت        | ۲۲           | ۱۸              |              |
| بنفش   |                       | خط ۵                      | محمودآباد به ماهدشت       | ۱۴           | ۱۵              |              |
| قهوه‌ای |                       | خط ۶                      | تربیت مربی به شهرقدس      | ۱۴           | ۹               |              |
| نارنجی |                       | خط ۷                      | بهارستان به شهرک ابریشم   | ۳۰           | نامعلوم*        |              |
| صورتی  |                       | خط ۸                      | گلدشت به شهید کچوئی       | ۱۷           | نامعلوم*        |              |
| کل:    | کل:                   | کل:                       | کل:                       | ۱۴۷          | ۱۲۶٫۵           |              |

توضیحات:
- الف  در انشعاب‌ها، ایستگاه مشترک هم در تعداد ایستگاه‌های خط اصلی و هم در تعداد ایستگاه‌های خط منشعب‌شده آمده‌است.
- *نامعلوم: خطوط 7 و 8 و انشعاب خط 2 (منظریه - احمدآباد مستوفی) همچنان به تصویب شورای شهر کرج و شهرداری کلانشهر کرج بزرگ نرسیده و بر اساس سرعت گسترش شهر و مطالعات میدان و شهری ایجاد شده. در اصل، وضعیت این خطوط در حاله‌ای از ابهام هست.

### ایستگاه‌ها
- فهرست ایستگاه‌های مترو کرج

## خطوط در حال کار

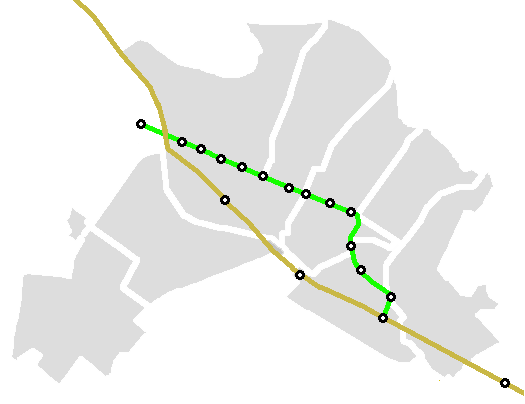
نقشه تاییدشده خطوط ۱ و ۲

مترو کرج با یک خط درون‌شهری و یک خط برون‌شهری به شرح ذیل در حال سرویس دهی می‌باشد:

### خط ۱
۱- خط یک، ادامه خط ۵ مترو تهران است که متشکل از ۷ ایستگاه می‌باشد که هر ۷ ایستگاه آن به بهره‌برداری رسیده‌است. طول این خط، ۴۳ کیلومتر است و همگی این ۷ ایستگاه در استان البرز قرار گرفته‌اند ولی هنوز خبری از تحویل این ایستگاه‌ها به سازمان قطار شهری کرج و حومه نیست و این ایستگاه‌ها توسط شرکت راه‌آهن شهری تهران و حومه اداره می‌شوند.
معاون وقت حمل و نقل شهرداری تهران در شهریور ۱۳۹۸ در این خصوص گفت: 
استان البرز و شهر کرج زیر بار تحویل مترو کرج نمی‌روند.
این خط در ایستگاه کرج با خطوط دو و سه و شش و هفت، در ایستگاه محمدشهر با خط پنج و در ایستگاه گلشهر با خط چهار تقاطع دارد.

نقشه خطوط هشتگانه متروی کرج در داخل واگن های قطارها. خطوط هفت و هشت به صورت غیر رسمی هستند!

### خط ۲
۲- خط دو به طول ۲۷ کیلومتر با ۲۴ ایستگاه از ایستگاه کمالشهر واقع در میدان شهید بهشتی شهر کمالشهر تا ایستگاه ملارد قرار دارد. از سال ۱۳۸۵ در محدوده شهری کرج آغاز شد. بنابر قرار رئیس وقت شورای اسلامی شهر کرج اکبر سلیم نژاد، این خط در ابتدای سال ۱۴۰۰ باید افتتاح می‌شد، اما تا انتهای شورای پنجم نیز این اتفاق رخ نداد. مشکلات و موانع اساسی در بهره‌برداری از خط ۲ به گفته مدیران اخیر مدیریت شهری کرج، «دپو» و «دیگر موانع جانبی» بود.
دوره ششم شورای اسلامی شهر کرج و شهرداری نیز وعده‌هایی درخصوص بازگشایی مترو داده‌است که می‌توان به هفته دولت سال ۱۴۰۱، دهه فجر سال ۱۴۰۱، نیمه شعبان سال ۱۴۰۱ و پایان سال ۱۴۰۱ اشاره کرد. سرانجام، قطعه یک از خط ۲ متروی کرج از ایستگاه چهل و پنج متری گلشهر تا ایستگاه آیت الله طالقانی به طول ۶/۵ کیلومتر در ۸ اسفند ۱۴۰۱ با حضور وزیر کشور به بهره‌برداری رسید. در ادامه ایستگاه متروی رجایی‌شهر نیز در ۹ شهریور سال ۱۴۰۲ افتتاح شد.این خط در ایستگاه چهل و پنج متری گلشهر با خط چهار، در ایستگاه رجایی‌شهر با خط پنج، در ایستگاه میدان آجرلو با خط هشت، در ایستگاه امام حسین با خطوط سه، شش و هفت و در ایستگاه کرج با خطوط یک، سه، شش و هفت تقاطع دارد.

## برنامه‌های توسعه
- خط ۱:

مطالعه توسعه امتداد خط ۵ متروی تهران یا توسعه امتداد خط ۱ متروی کرج از ایستگاه متروی شهید قاسم سلیمانی تا شهر قزوین در جریان است. این توسعه با عبور از شهرک صنعتی کاسپین، آبیک و محمدیه به قزوین میرسد.
- خط ۲:

طرح توسعه خط ۲ از ایستگاه منظریه آغاز میشود.این خط برای کامل کردن خطوط قطارشهری به سمت حومه‌ی غرب استان تهران میباشد که شهرهای اندیشه، شهریار، باغستان و در نهایت احمدآباد مستوفی را به یکدیگر متصل میکند. شایان ذکر است این انشعاب در حال حاضر به تصویب شورای شهر کلانشهر کرج نرسیده و صرفاٌ مطالعاتی برای توسعه‌ی خطوط مترو میباشد. در حال حاضر توسعه این خط از مترو از سمت جنوب و داخل بخش بهره‌برداری شده (ایستگاه طالقانی تا ایستگاه چهل و پنج متری گلشهر) در دست اجرا می‌باشد و توسعه این خط از سمت جنوب از ایستگاه طالقانی تا ایستگاه کرج و داخل محدوده یعنی ایستگاه میانجاده، ایستگاه دهقانویلا، ایستگاه میدان آجرلو در تقاطع با خط ۸، ایستگاه چهارراه هفت تیر، ایستگاه مصباح و ایستگاه امام حسین در تقاطع با خطوط سه، شش و هفت در دست انجام است. آنطور که مسئولان شرکت مترو اعلام کرده‌اند، توسعه مسیر ایستگاه متروی طالقانی به ایستگاه متروی کرج در سال ۱۴۰۴، تکمیل و به بهره‌برداری می‌رسد.

## نگارخانه

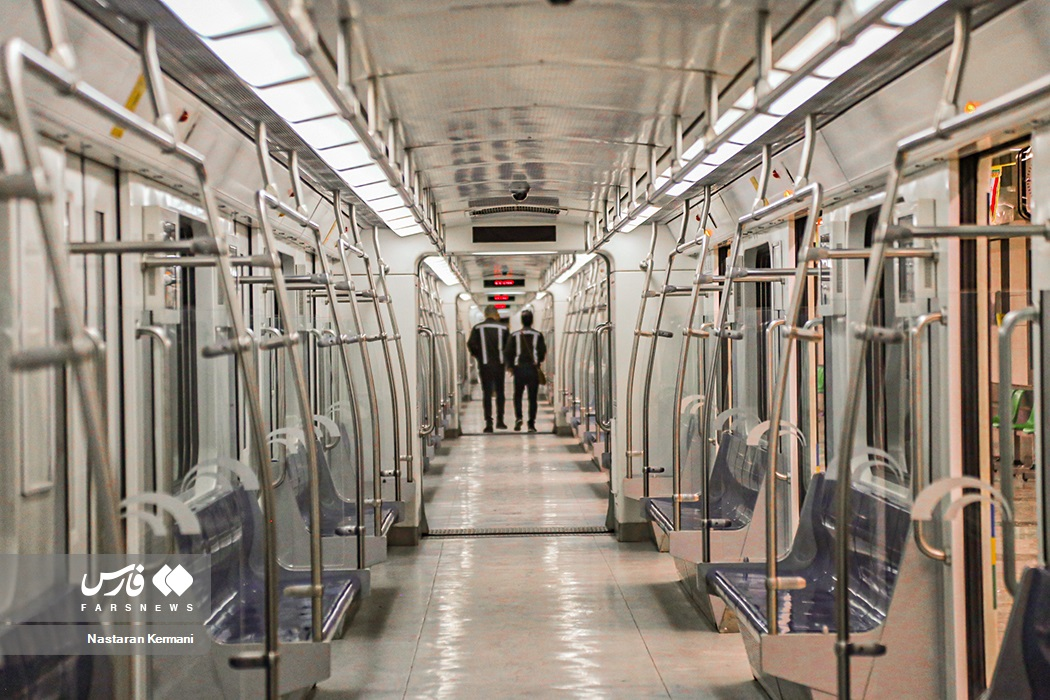
متروی کرج
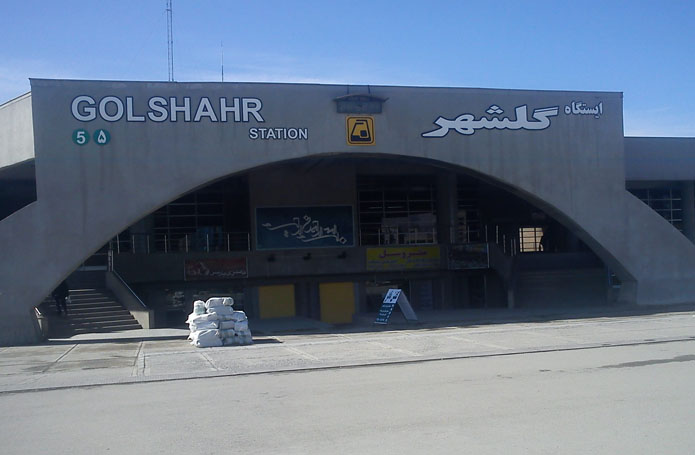
ایستگاه گلشهر
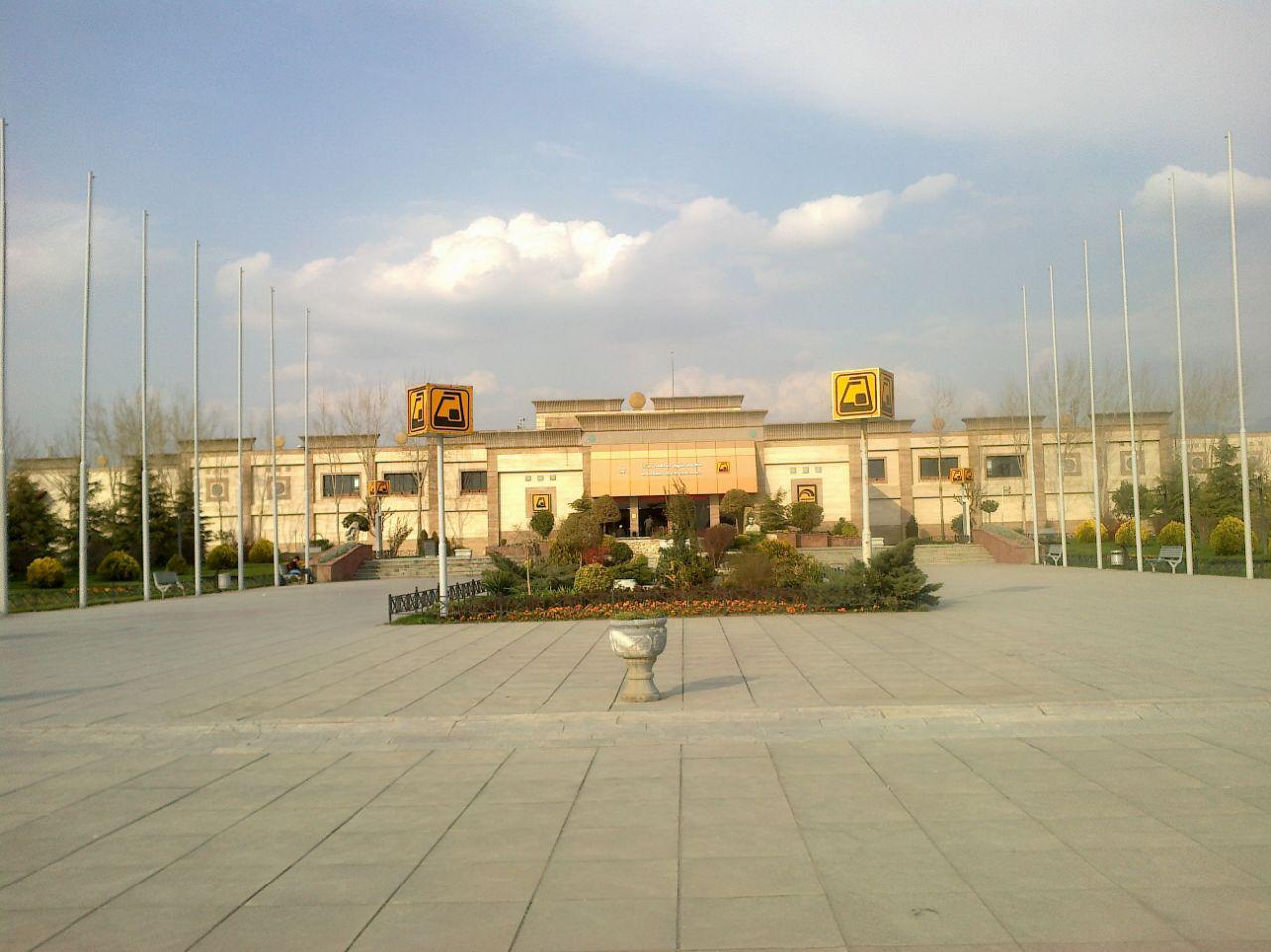
ایستگاه محمدشهر
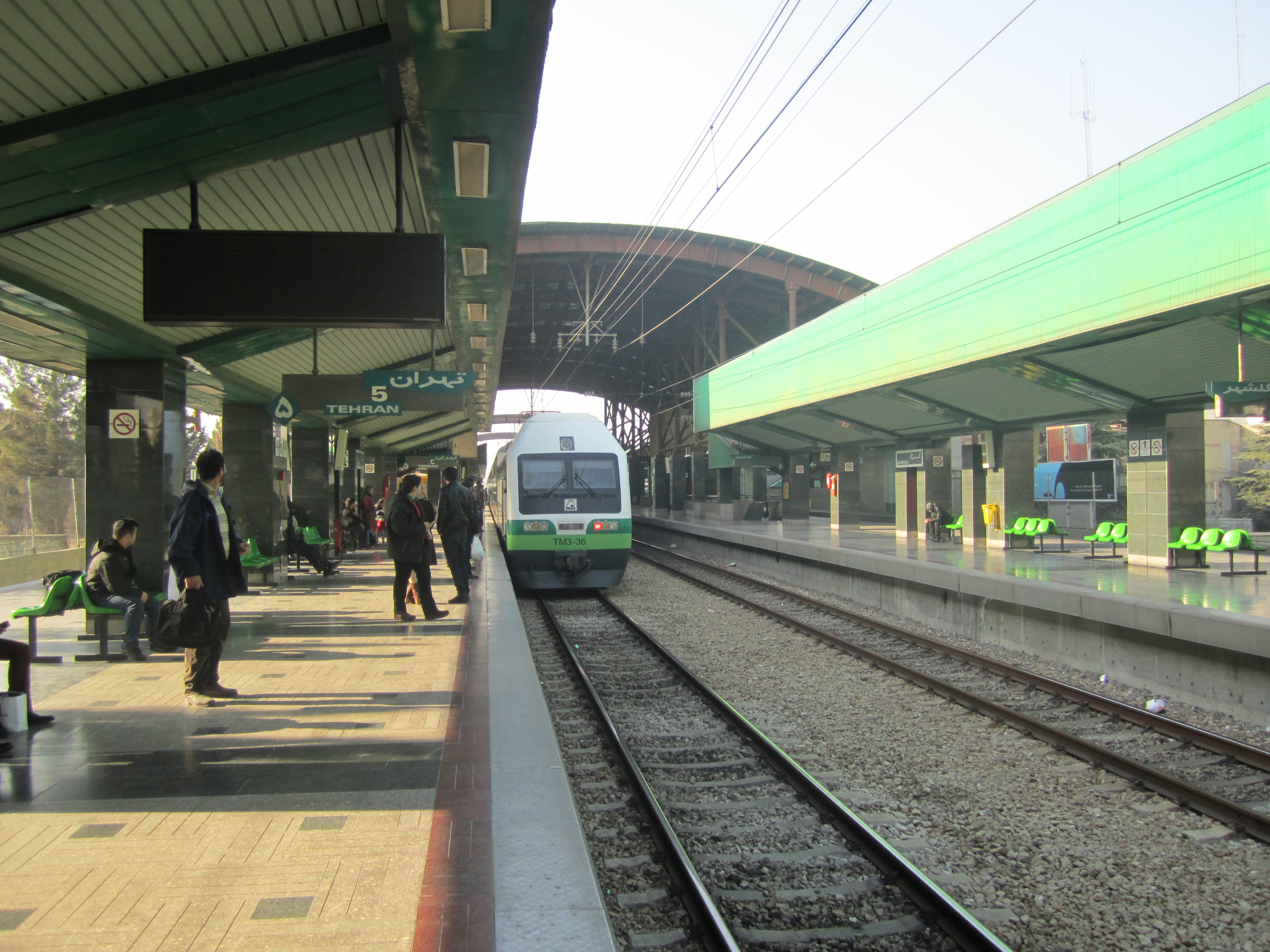
ایستگاه کرج (شهید سلطانی)
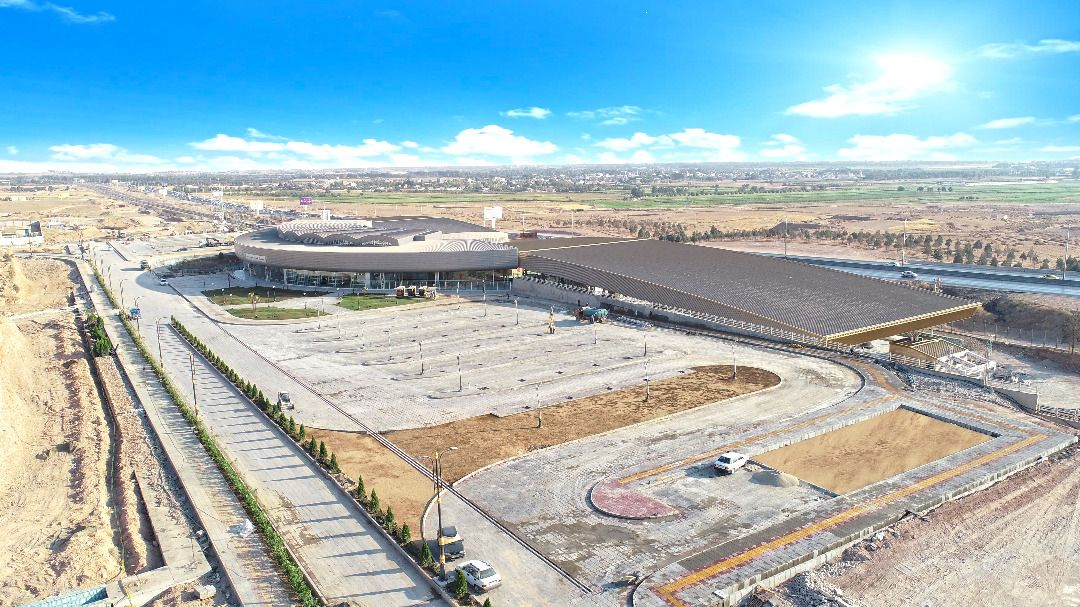
ایستگاه شهید قاسم سلیمانی
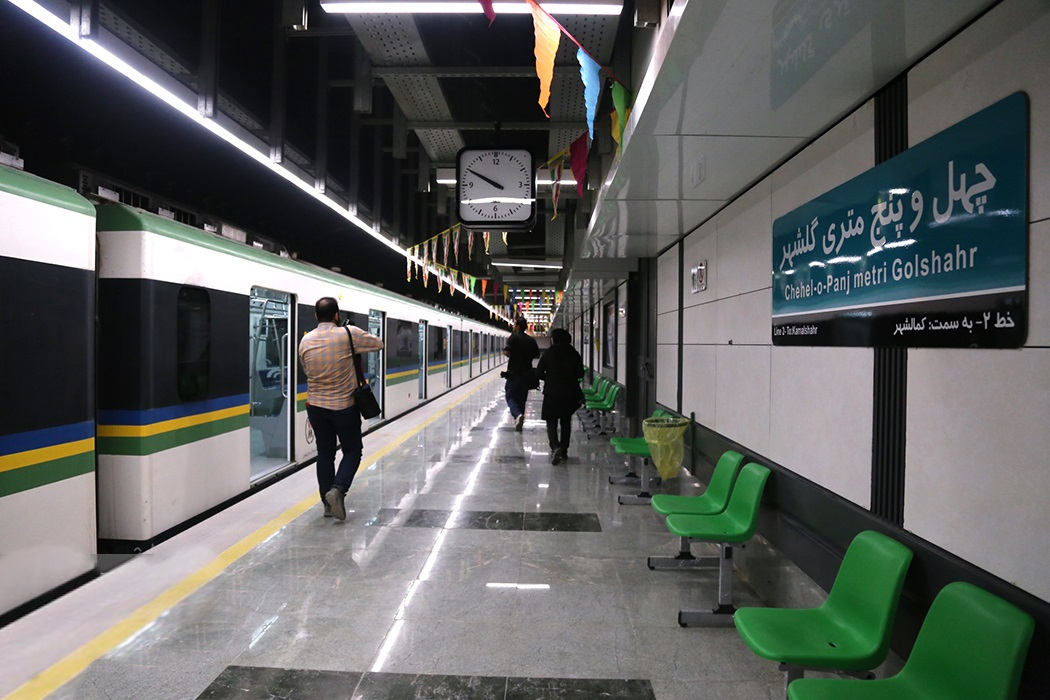
ایستگاه چهل و پنج متری گلشهر
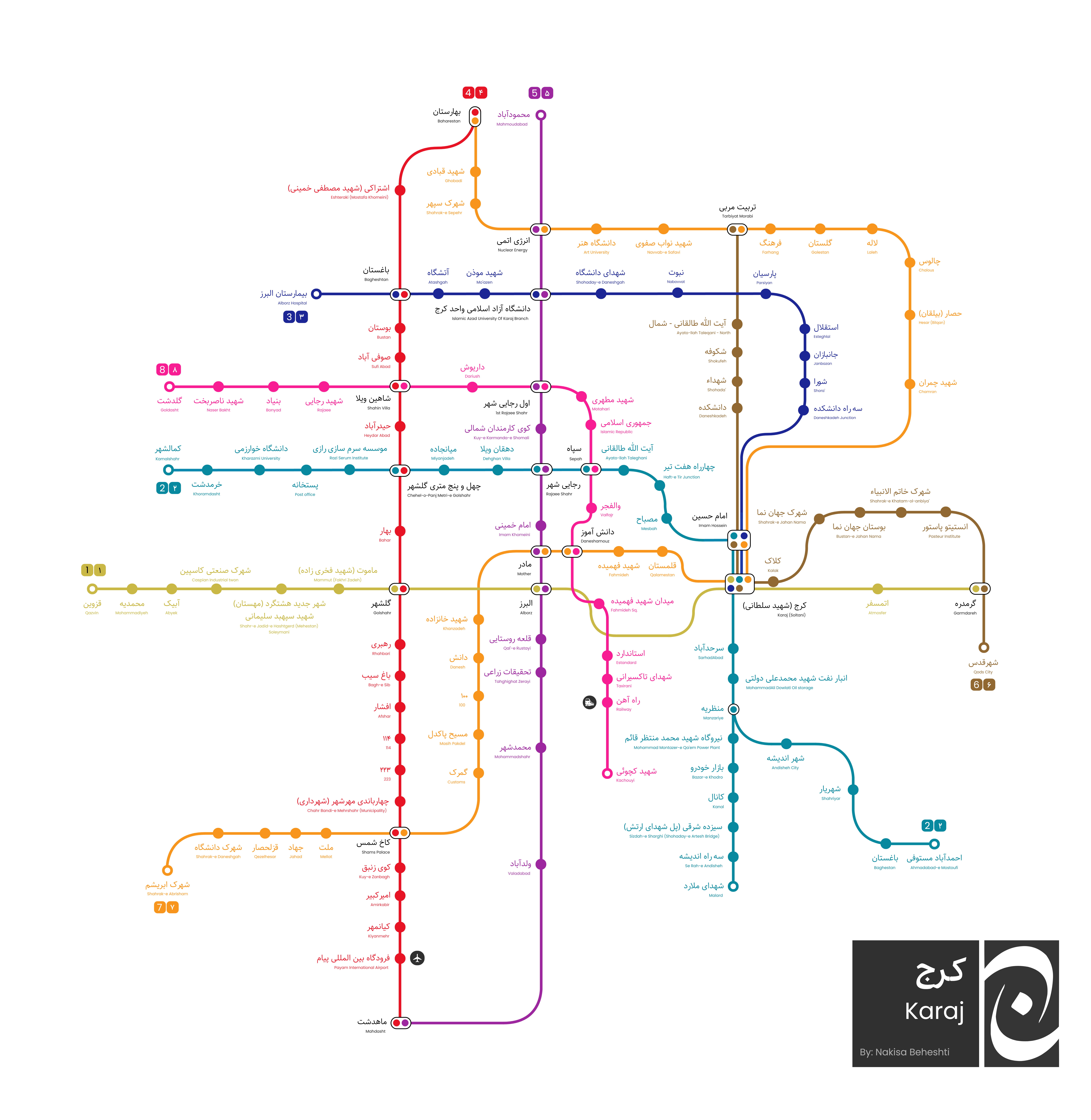
نقشه‌ی خطوط متروی کلانشهر کرج بزرگ در آینده